# Панаринские чтения
Панаринские чтения — проходящая ежегодно всероссийская научная конференция, посвященная памяти философа международного значения — Панарина Александра Сергеевича.

## Хронология
- I Панаринские чтения состоялись 27 мая 2004 года в Государственном историческом музее в Москве. Тема — «Культурное наследие как основа национальной идентичности»(Информация (недоступная ссылка))
- II Панаринские чтения прошли 27 мая 2005 года в конференц-зале Московского фонда «Русское зарубежье». Тема — «Образование в России: Образ России». (Информация (недоступная ссылка)  (недоступная ссылка с 09-05-2013 [4319 дней]). Дополнительная информация Архивная копия от 3 декабря 2020 на Wayback Machine)
- III (Крымские) Панаринские чтения прошли 17—18 июня 2005 г. в Крыму
- IV Панаринские чтения открылись 25 декабря 2006 г. в Паломническом центре Московского Патриархата. Тема — «Культура наследования: природа дарения в глобализирующемся мире». (Информация (недоступная ссылка))
- V Панаринские чтения прошли 26 декабря 2007 г. по благословению председателя Отдела внешних церковных связей Московского Патриархата, митрополита Смоленского и Калининградского Кирилла в Паломническом центре Московского Патриархата. Тема — «Духовная и политическая власть». (Информация (недоступная ссылка))
- X Панаринские чтения состоялись в 2012 году[1]
- 9—12 ноября 2015 года — XIII чтения[2]

Государственная Академия славянской культуры совместно с Московским Государственным Университетом им. М. И. Ломоносова выпустила (недоступная ссылка) сборник «Духовная и социальная природа дарения: прошлое и современность», в который вошли материалы третьих и четвёртых Панаринских чтений.